# Crataegus rubens
Crataegus rubens är en rosväxtart som beskrevs av Raǐmond Ekabovich Cinovskis. Crataegus rubens ingår i Hagtornssläktet som ingår i familjen rosväxter. Inga underarter finns listade i Catalogue of Life.